# Ruch Przyszłości
Społeczne Stowarzyszenie Oświatowe "Ruch Przyszłości" (biał. АГА "Рух Будучынi", ros. ПОО "Движение Будущего") – białoruskie stowarzyszenie, w 2009 roku zarejestrowane w Jedynym Państwowym Rejestrze Osób Prawnych i Przedsiębiorców Indywidualnych pod numerem 194901252. Stowarzyszenie oparte jest na jednej z grup serwisu społecznościowego W Kontaktie. Jego rejestracja jest prawdopodobnie pierwszym na Białorusi przypadkiem, w którym aktywność on-line doprowadziła do stworzenia organizacji, która przeszła oficjalne procedury rejestracyjne.
Organizacja ma na celu propagowanie zdrowego stylu życia, rozwiązywanie problemów społecznych, rozwój społeczeństwa obywatelskiego. W latach 2009–2010 organizacja przeprowadziła kilka przedsięwzięć: akcję informacyjną o świńskiej grypie, akcję przeciwko reżimowi wizowemu dla obywateli białoruskich w UE, w ramach której do ambasady szwedzkiej przekazano apel wraz z podpisami poparcia, akcję krwiodawstwa, w ramach której krew oddało 15 osób oraz około 10-osobową pikietę w sprawie handlu ropą naftową, zakończoną przekazaniem petycji do ambasady rosyjskiej.
Liderzy organizacji kandydowali w wyborach lokalnych do Mińskiej Miejskiej Rady Deputowanych 25 kwietnia 2010 roku, a także brali udział w kampanii prezydenckiej 2010 roku. Szef organizacji Wiaczasłau Dzijanau został mężem zaufania kandydata na prezydenta Białorusi Jarosława Romańczuka, a jego zastępca Uładzimir Kumiec – koordynatorem sztabu kandydata na prezydenta Uładzimira Niaklajeua. Aktywiści "Ruchu Przyszłości" zebrali ponad 16 tysięcy podpisów poparcia dla swoich kandydatów na Prezydenta Białorusi. 19 grudnia 2010 roku "Ruch Przyszłości" został uczestnikiem masowych akcji protestacyjnych przeciwko oficjalnym wynikom wyborów. W ich następstwie przywódcy organizacji wyemigrowali z kraju.